# Altopedaliodes albonotata
Altopedaliodes albonotata är en fjärilsart som beskrevs av Frederick DuCane Godman 1905. Altopedaliodes albonotata ingår i släktet Altopedaliodes och familjen praktfjärilar. Inga underarter finns listade i Catalogue of Life.